# Нарита-синкансэн

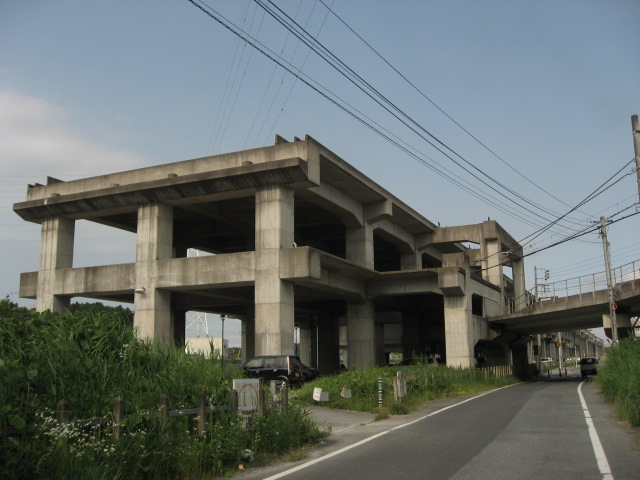
Часть виадука для пути планировавшегося синкансэна. Ныне снесена.

Нарита-синкансэн (яп. 成田新幹線) — отменённая линия синкансэна, которая должна была соединить столицу Японии Токио с международным аэропортом Нарита. Хотя строительство было отменено, компания Keisei Electric Railway построила собственную линию, которая связывает Нариту с Токио и частично повторяет маршрут планировавшегося синкансэна.

## История
Проект по строительству высокоскоростной железной дороги до тогда ещё не построенного международного аэропорта появиля в 1966 году и был официально утверждён через восемь лет, в 1974 году. В 1987 году проект был отменён.
Почти все сооружения, построенные для Нарита-синкансэна, используются в настоящее время местным транспортом. Связь Токио с аэропортом обеспечивается через линию Аэропорт Нарита и нарита-экспрессу.

## Путь

Маршрут Нарита-синкансэна от Токийского вокзала до аэропорта.

Путь синкансэна должен был пролегать под землёй от Токийского вокзала до станции Этюдзима. Затем он шёл бы параллельно линии Тодзай до Фунабаси. Оттуда путь пролегал бы под землёй до Сирои. Затем следовала бы промежуточная остановка в городе Индзай. Там должен был находиться новый вокзал, предназначенный для синкансэнов, сейчас место для планировавшегося вокзала пустует. Наконец синкансэн прибывал бы в аэропорт Нарита, станция располагалась бы под первым терминалом. Со скоростью в 200 км/ч путь от центра Токио до аэропорта занимал бы 35 минут (нынешнему Нарита-экспресс требуется на это 53 минуты).

## Технические характеристики
С конструкторской скоростью 200 км/ч расстояние в 65 километров от Нариты до Токио поезд проезжал бы за 35 минут, включая остановку в Тибе.